# Gustaf V:s dikeskörning i Segeltorp

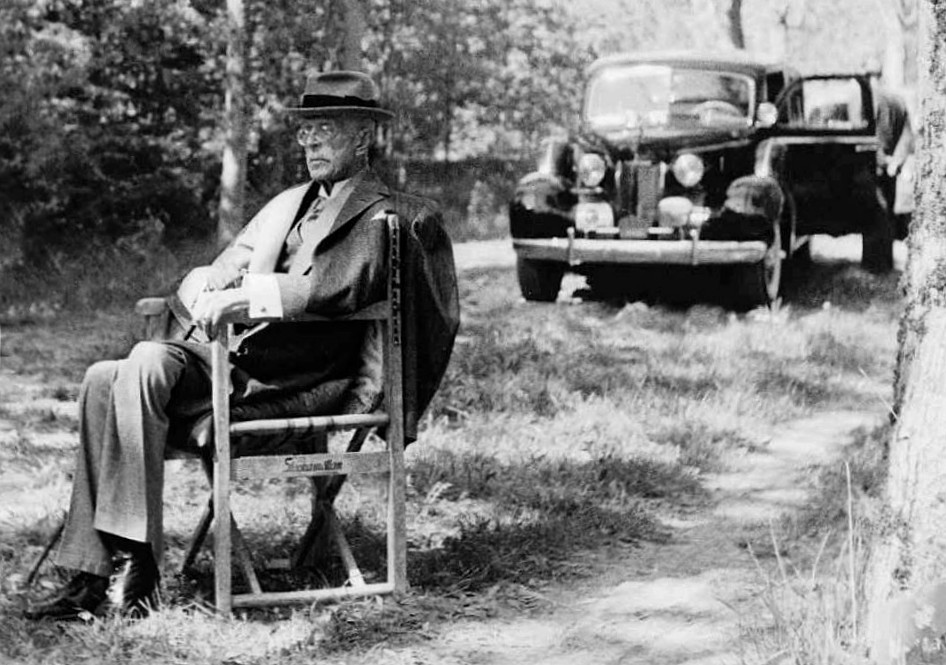
Kung Gustaf V på 1940-talet framför sin Cadillac av 1939 års modell, troligen olycksbilen från Kungens Kurva.

Gustaf V:s dikeskörning i Segeltorp gav upphov till namnet Kungens kurva, idag ett stort handels- och industriområde i Huddinge kommun, Stockholms län. Kungens kurva är även namnet på trafikplatsen som ursprungligen hette Skärholmsmotet samt på Ikeas första möbelvaruhus utanför Älmhult och Essos motorhotell som öppnade här 1966 respektive 1968.
På lördagseftermiddag den 28 september 1946 körde kung Gustaf V:s chaufför i närheten av Segeltorps municipalsamhälle av Södertäljevägen och blev stående i ett vattenfyllt dike. Olyckan fick viss publicitet genom Dagens Nyheter och Svenska Dagbladet, som snabbt var på plats och dokumenterade händelsen som publicerades i söndagsutgåvan. Dagens Nyheter anger då på söndagen att olyckan inträffat på fredagseftermiddagen, men har senare skrivit lördag. Vilken av svenska hovets tre Cadillac av 1939 års modell som var med om olyckan är inte heller utrett.

## Händelsen

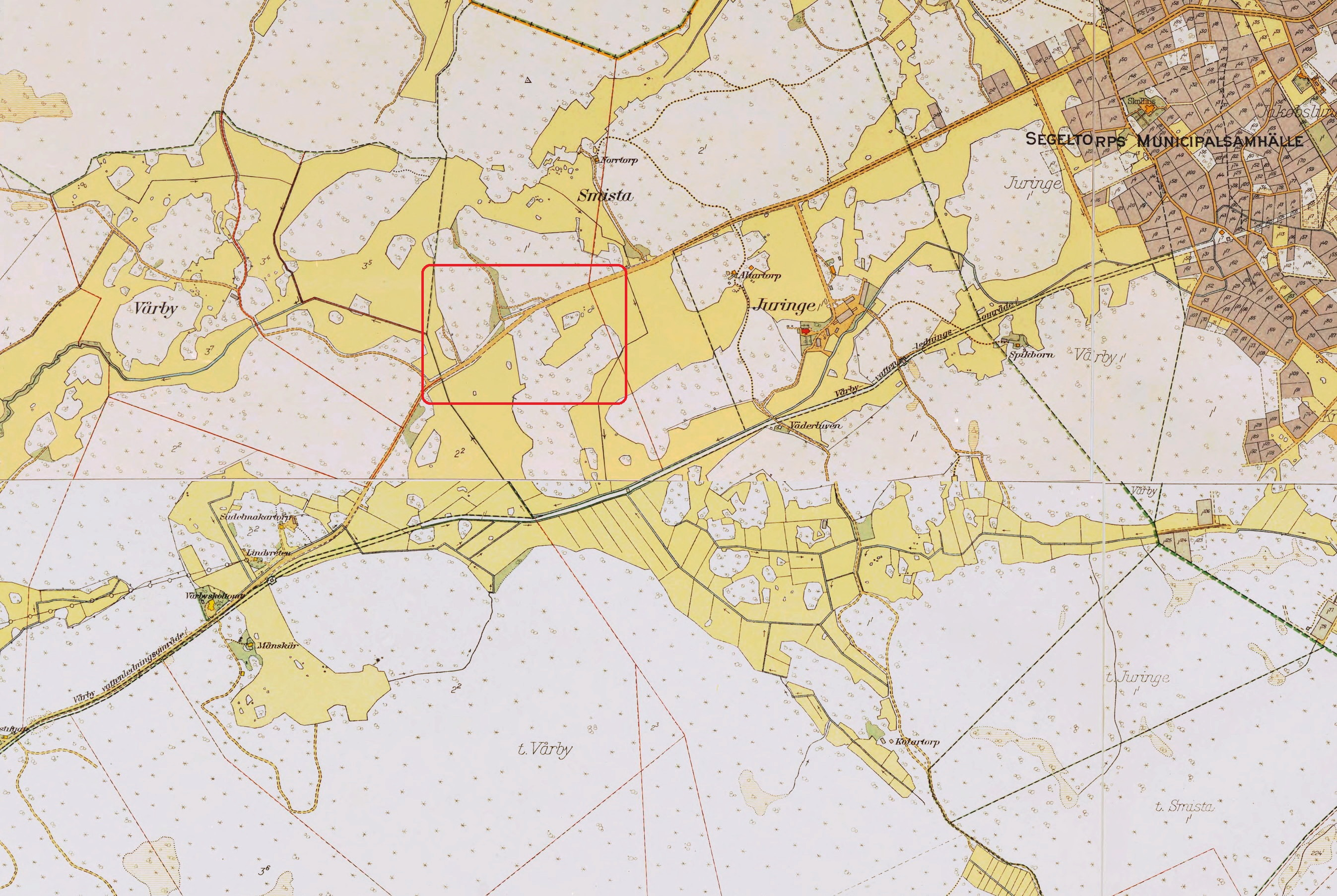
Södertäljevägen och trakten mellan Juringe gård och torpet Månskär på 1930-talet. "Kungens kurva" syns inom den röda markeringen.

Kungen Gustaf V, förste hovstallmästare hertig Charles d’Otrante, friherre Carl von Essen och greve Nils Gyldenstolpe var på hemväg från en jakt på Tullgarns slotts ägor i Hölö på lördagseftermiddagen den 28 september 1946. Bilen fördes av Gösta Ledin som vikarierade för kungens ordinarie chaufför. Ledin höll 65 kilometer i timmen och tappade kontrollen över bilen, en Cadillac Series 75 Fleetwood Sedan av 1939 års modell. Efter en långsträckt högerkurva där Gamla Södertäljevägen svängde in mot Segeltorps municipalsamhälle (cirka 15 kilometer söder om Stockholm), gled kungabilen av vägen och stannade efter ett tjugotal meter i ett vattenfyllt dike. 
Gösta Ledin förklarade senare "plötsligt kände jag att vägen gav vika och att vi var på väg ner för vägbanken". Tack vare sina höga jaktstövlar kunde kungen ta sig torrskodd i land medan hans medpassagerare blev blöta om fötterna när bildörren öppnades. Kungen tog det hela lugnt, rökte en cigarett och menade "det var ju tur i oturen". Han plockades upp efter en stund av en av hovets bilar som kom efter.
Det finns en annan version av olycksförloppet som Dagens Nyheter publicerade exakt 50 år efter händelsen. Enligt en av kungens chaufförer, som 1946 var anställd vid hovet och som talade efter händelsen med Gösta Ledin, berodde olyckan på en kappkörning mellan kungens bil och prins Gustaf Adolfs bil som följde efter. Prinsen och hans chaufför fick för sig att köra om kungen i hög fart. Kungen, vilken var känd som road av höga hastigheter, upprördes över att bli omkörd, varpå Gösta Ledin svarade: ”Den ska vi nog ta” och trampade gasen i botten. Men i stället för att komma förbi prinsens bil hamnade Ledin med kung och följe i diket. Ytterligare en version uppkom på 1950-talet när rykten började cirkulera om hur ”Kungens kurva” skulle ha fått sitt namn. Gustaf V, som satt i framsätet, blev för närgången mot sin chaufför, som blev distraherad och körde av vägen.
Chauffören stannade kvar i väntan på bärgning som dock dröjde. Under tiden passerade prinsarna Carl och Eugen olycksplatsen. Båda var på hemväg från en invigning i Norrköping och kände igen kungabilen och befarade en större olycka. Då hade det hunnit bli kväll som framgår av några av pressens fotografier som är tagna med kraftigt blixtljus. Cadillacen drogs så småningom upp av en lastbil från närbelägna Wårby Bryggerier. Bilen var hel men smutsig och kunde för egen maskin ta sig till Drottningholms slott.
Dagens Nyheters och Svenska Dagbladets reportrar var snabbt på plats och fotograferade det hela. Även Tidningarnas Telegrambyrå (TT) hade bilder och en rapport. Enligt DN fick chauffören "en het stund med alla frågor som haglade" från nyfikna ortsbor. Man enades dock om att vägen var farlig och i dåligt skick och tyckte att Ledin skulle belönas med en medalj för sitt lugn och sin skickliga manöver. I sin söndagsutgåva den 29 september hade både DN och SvD en artikel om händelsen på första sidan. DN: "Kungabil i diket i Segeltorp – Kungen klev ur torrskodd efter bilvurpa i kärrgöl". SvD: "Kungen på vådlig dikesfärd – Kallblodig chaufför avvärjde svår olycka".

Pressens bilder från olycksplatsen den 28 september 1946
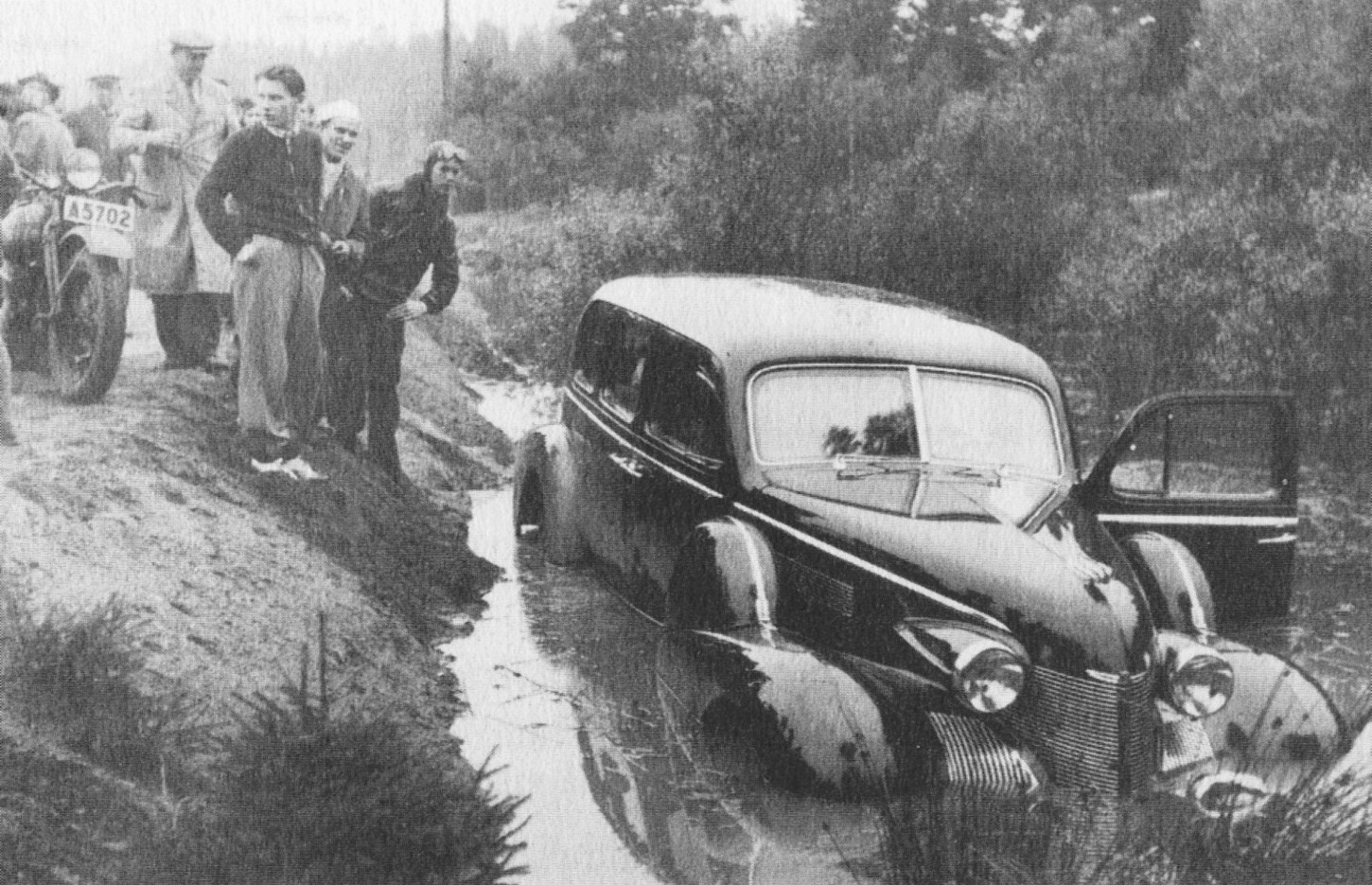
"Kungen på vådlig dikesfärd", vy mot Södertälje, foto DN.
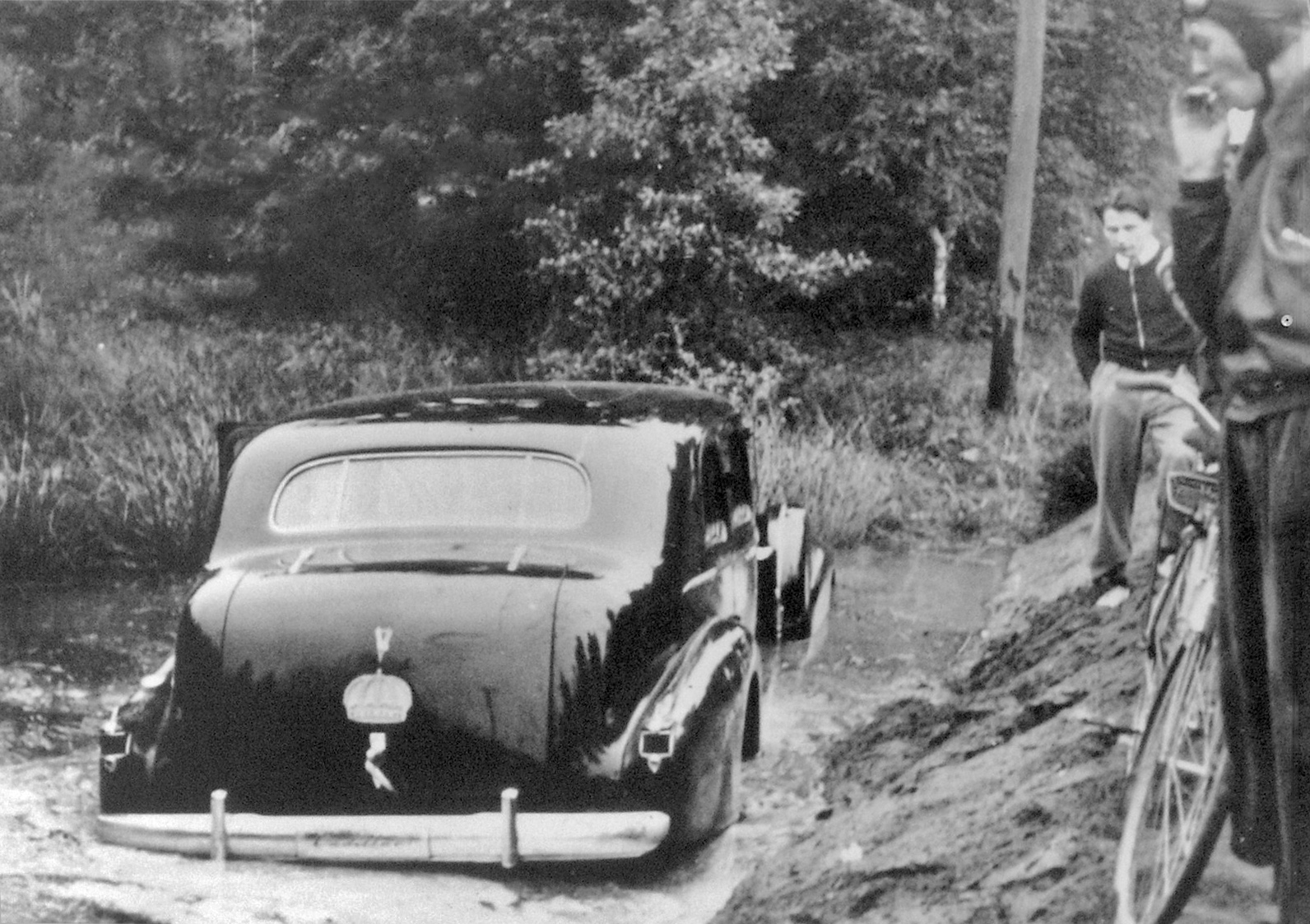
"Kungabil i diket i Segeltorp", vy mot Stockholm, foto DN.
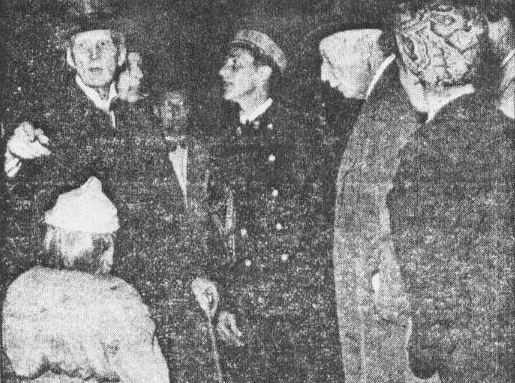
Prinsarna Carl och Eugen samtalar med chauffören Gösta Ledin (i mitten), foto DN.
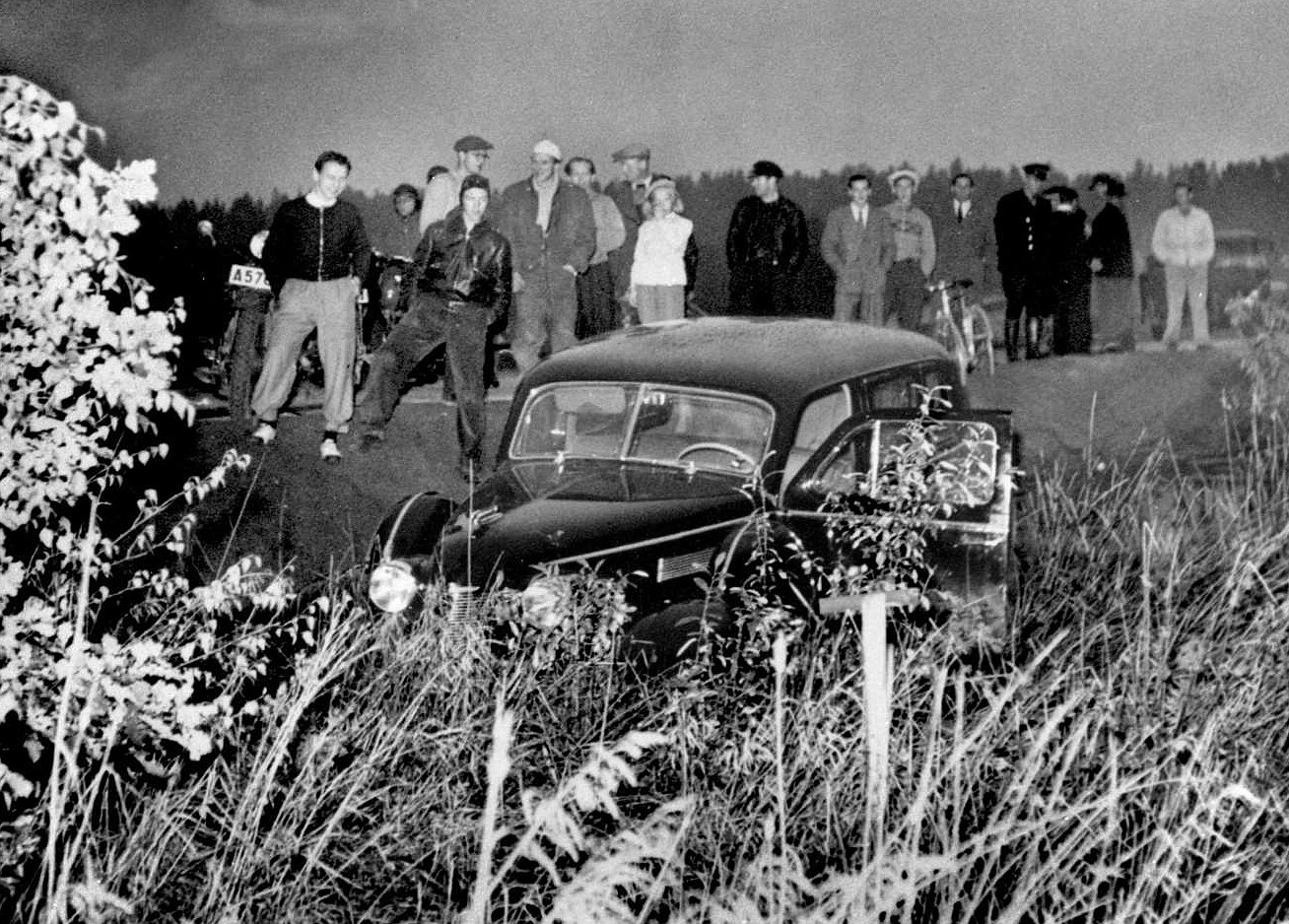
Pressfotografi från sena eftermiddag den 28 september 1946, foto TT.
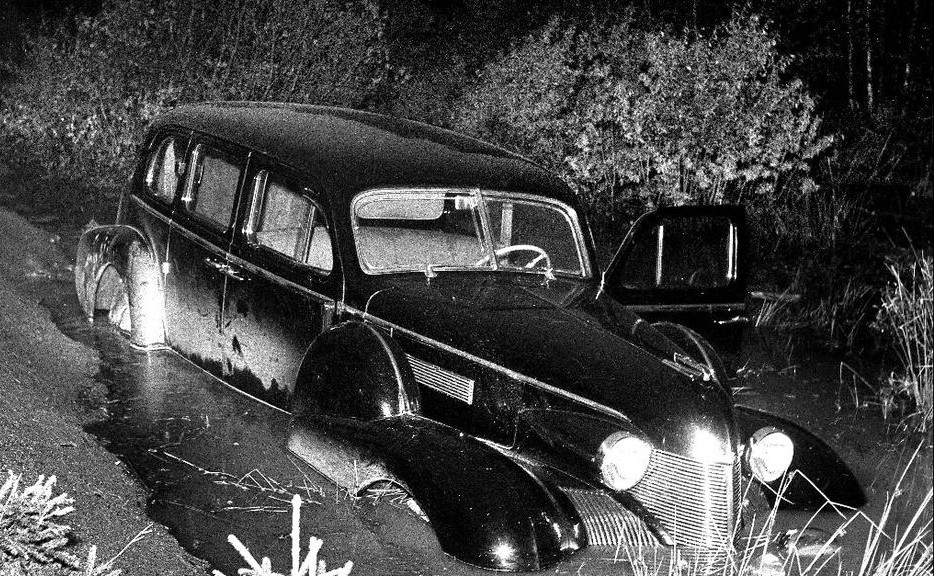
Kungens Cadillac på kvällen i pressens blixtljus.

## Epilog

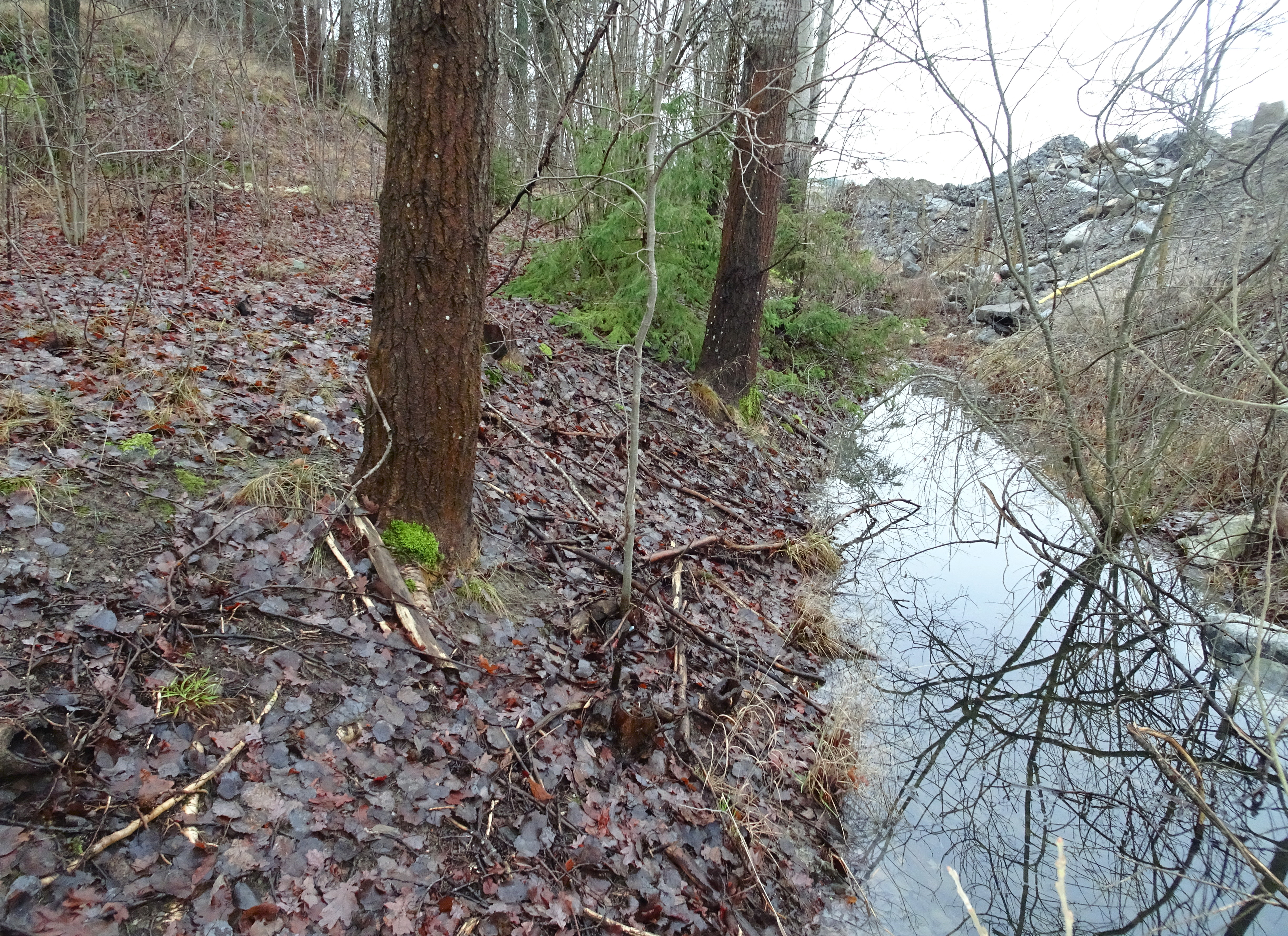
Diket i september 2019, vy söderut.

Södertäljevägen, som var en del av gamla Riksväg 1, hade dålig vägstandard vid den tiden och planering för en ny sträckning pågick sedan 1930-talet. 1953 öppnade den nya huvudtrafikleden mellan Västberga och området Smista. Den fick dubbla körbanor i varje riktning och en bred mittremsa. 
Vid Smista fanns en av- och påfart till Gamla Södertäljevägen, ungefär där dagens trafikplats Kungens kurva ligger. Här öppnade två Esso-bensinstationer på varsin sida om den nya trafikleden och gavs namnet Kungens kurva av sin ägare Tore Jakobson. Senare blev namnet officiellt för hela området.
Det var länge oklart exakt var olycksplatsen fanns. Södertäljevägen blev uträtad och breddad ett flertal gånger. Vägen har dessutom blivit motorväg E4/E20 med en stor trafikplats. 1985 gjorde Dagens Nyheter ett försök att hitta diket där kungens Cadillac kom av vägen. Tidningen kontaktade personen som bärgat bilen 1946 och som knappt 40 år senare kunde peka ut platsen.
Själva olycksdiket och en kort bit av Södertäljevägens gamla vägbank finns fortfarande (2018) kvar. Platsen ligger i ett skogsparti ungefär 200 meter norr om Circle K:s bensinstation (före detta Esso) och i norra kanten av hotell Scandic Kungens Kurvas tomt (före detta Esso Motorhotell).

## Olycksbilen
| "A4" tidigare i Skokloster |  | "A16" idag i Sparreholm. |
| "A4" tidigare i Skokloster |  | "A16" idag i Sparreholm. |

Även olycksbilen existerar fortfarande. Egentligen är det tre liknade Cadillac modell V8 från 1939 som kommer i fråga. Alla tre stod i H.M. Konungens hovstall i Stockholm och disponerades av kung Gustaf V och kronprinsen Gustaf Adolf. 
Den första med registreringsnummer A4 fanns i numera nedlagda Skoklosters bil och motormuseum vid Skokloster slott. Enligt prins Bertil och Skokloster motormuseums grundare, Rutger von Essen, var den från Kungens kurva. År 2008 såldes bilen till Autoseum dit Skoklostersamlingen flyttades och 2015 förvärvades den av en privatperson för 325 000 kronor.
Den med registreringsnummer A16 står idag i Sparreholms bilmuseum där en informationstavla berättar om bilen och händelsen bakom namnet Kungens kurva. Helge Karinen, ägaren till Sparreholms bilmuseum, köpte den på en auktion i Småland då den var taxibil. Vid renoveringen hittade museet skador på bilen som man antog härrörde från olyckan i Smista (Kungens kurva). Båda museer hävdade sedan att de ägde ”rätt” Kungens Kurva-bil.
Det finns emellertid ytterligare en Cadillac av samma typ som Gustaf V nyttjade, den såldes förmodligen till Finland. Enligt bilhistorikern Jan Ströman är det idag omöjligt att säga vilken av de tre bilarna som var med om olyckan.  Dagens Nyheters eller Svenska Dagbladets fotografier från 1946 kan inte heller ge någon ledtråd. På bilderna syns inga registreringsskyltar, däremot smyckas olycksbilens baklucka av en kungakrona.

## Gustav V:s torg
För att påminna om händelsen har kommunen beslutat att uppkalla ett planerat torg söder om Kungens Kurva shoppingcenter till Gustav V:s torg. Här kommer en hållplats för Spårväg syd att anläggas. Kungens namn stavas i detta fall med "v" och inte "f", vilket enligt Lantmäteriet är "god ortnamnssed." Konung Carl XVI Gustaf har godkänt namngivningen och stavningen.